# Волошин, Дмитрий Сергеевич (триатлонист)
Дмитрий Сергеевич Волошин (род. 9 августа 1974, Алексеевка, Одесская область) — молдавский бизнесмен, спортивный функционер, спортсмен-любитель (триатлон). Президент Федерации триатлона Молдавии (с 2018), основатель компании Simpals, основатель общественной спортивной организации Sporter.  Участник соревнований по триатлону IronMan, Ottillo, ультрамарафон Comrades, ультрамарафон Marathon des Sables, марафон по льду Байкала, ультрамарафон в 50 км при самой низкой температуры −60°C в Оймяконском улусе Якутии и других.

## Биография
Родился 9 августа 1974 года в селе Алексеевка, Белгород-Днестровского района Одесской области, в семье кадрового офицера и преподавателя музыки. Детские годы, до 12 лет, провел на берегу Чёрного моря. В 1986 году, из-за нового места службы отца, вместе с семьей переехал в Уфу. Спустя несколько месяцев семья Волошиных переехала в молдавский город Флорешты. Во время учёбы в школе Волошин посещал кружок радиолюбителей. В возрасте 15 лет познакомился с первыми моделями персональных компьютеров. В 16 лет увлекся программированием и написал свои первые игры для «Вектор 06С», некоторые из которых через несколько месяцев продал кишинёвскому компьютерному центру.
После окончания школы Волошин планировал поступить в Бауманское техническое училище в Одессе, однако на вступительных экзаменах не хватило баллов. Поступил на факультет электроснабжения промышленных предприятий и городов в Оренбурге. После года учёбы перевёлся в кишиневский Политехнический институт.
В 1996 году завершил обучение в институте, защитив дипломную работу по теме "Оценка производительности персональных компьютеров на базе микропроцессора «Пентиум»". В этом же году женился. На протяжении нескольких месяцев занимался реализацией компьютерных комплектующих на одном из «компьютерных» рынков Кишинева. Параллельно изучал компьютерную графику на самостоятельно собранном компьютере. После знакомства с 3D-студией, располагавшейся на Moldova 1, занялся созданием рекламных роликов.
В 2002 году развёлся. В 2003 году женился на Виктории. В 2004 году у них родилась дочь Вероника. 

## Карьера
- В 1997 году начал сотрудничество с компанией Sun TV.
- В 1998 году создал свой первый сайт moldovanin.com.
- В 1999 году совместно с Александром Ковалевым, создал дизайн и запустил портал gsm.md, а также несколько других сайтов, в числе которых 999.md.
- В 2001 году выступил режиссёром клипа для молдавской группы O-Zone.
- В 2002 году основал компанию Simpals и знакомится с Романом Штирбу.
- В 2013 году основал общественную спортивную организацию Sporter.
- В 2015 году с командой Sporter провёл в Молдавии две спортивные премьеры: Cricova WineRun и Международный кишиневский марафон.
- В 2017 году вместе с командой Sporter запустил трехгодичную ультрамарафонскую гонку через всю Молдавию — Rubicon, идея которой возникла в результате подготовки к другому ультрамарафону. В этом же году команда Волошина провела первый триатлон на открытом воздухе в Молдавии — Triathlon Triumph. Весной 2017 года Волошин запустил проект Verde.md ("Подари Кишинёву новое дерево!")

## Спорт
- В 2012 году в возрасте 37 лет Волошин увлёкся спортом. Не обладая спортивной подготовкой, решил пробежать триатлонскую дистанцию IronMan в Цель-ам-Зе (Австрия).
- В 2013 году переплыл пролив Босфор. В этом же году в Цель-ам-Зе преодолел половину дистанции IronMan.
- В 2014 году пробежал марафон по льду Байкала. В июле 2014 года принял участие в триатлонском соревновании — «Escape from Alcatraz». После этого пробежал 21 км в «Долине смерти» (США). В июле 2014 года завоевал звание «железного человека», покорив IronMan в Цюрихе (Швейцария) и став первым «железным человеком» в Молдавии.
- В декабре 2014 года стал чемпионом Молдавии по фридайвингу.
- 2015 году принял участие в марафоне-мейджоре в Чикаго (США).
- В 2016 году пробежал марафоны в Токио, в Лондоне и Берлине, а также принял участие в благотворительном забеге Wings for Life (Грузия) и прошёл в Будапеште триатлонскую дистанцию практически без профессиональной экипировки. В этом же году стал участником ультрамарафона Comrades (ЮАР), а также ультрамарафонского заплыва — OceanMan. Вместе со своим другом — тренером Ливиу Кроитору принял участие в соревновании Ottilo, включающем в себя заплыв на 10 км вплавь и 65 км беговой дистанции.
- В 2017 году принял участие в многодневной ультрамарафонской гонке по пескам Сахары — Marathon des Sables. После этого переплыл пролив Гибралтар.
- В 2018 году был избран президентом Федерации триатлона Молдавии. Весной 2018 года занял второе место на North Pole Marathon и стал первым молдаванином, покорившим полярный марафон. По возвращении получил государственную награду Республики Молдова — почетную медаль «Meritul Civic».
- В 2019 году поставил рекорд, пробежав ультрамарафонскую дистанцию 50 км при −60 °C в Оймяконском улусе Якутии.

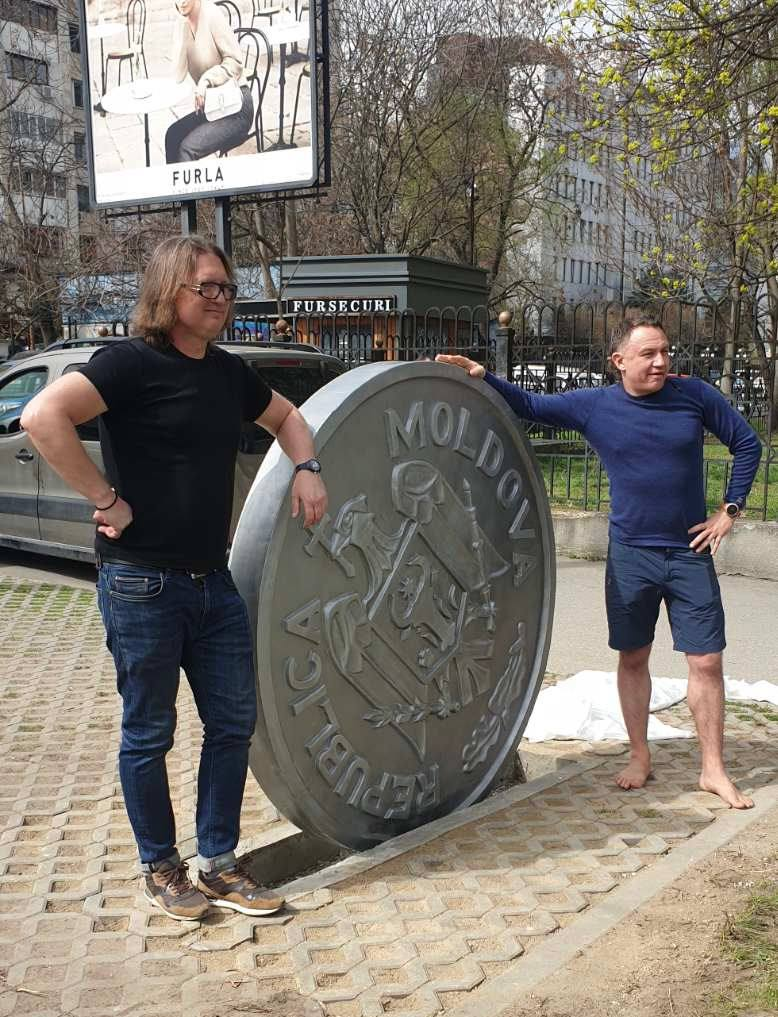
Вячеслав Жиглицкий и Дмитрий Волошин у памятника "1 баню"

## Благотворительность
Дмитрий Волошин был инициатором и спонсором установки памятника самой мелкой молдавской монете "1 бань" в г. Кишинев на пересечении улиц Митрополита Банулеску-Бодони, Константина Тэнасе и Петру Рареша 13 октября 2016 года. Автор памятника молдавский скульптор Вячеслав Жиглицкий. 

## Награды
- 2014, июль — IronMan (Цюрих).
- 2014, декабрь — чемпион Молдавии по фридайвингу.
- 2018, апрель — второе место на North Pole Marathon[3].